# Sant'Andrea de Azanesi
Sant'Andrea de Azanesi var en kyrkobyggnad i Rom, helgad åt den helige aposteln Andreas. Kyrkan var belägen vid Via di Monserrato i Rione Regola.
Tillnamnet ”Azanesi” antas vara en etymologisk förvrängning av ”Nazareno”; detta förklaras av att aposteln Andreas var den förste att följa Nasarén, det vill säga Jesus Kristus.

## Kyrkans historia
Kyrkans första dokumenterade omnämnande förekommer i en bulla promulgerad av påve Urban III år 1186; kyrkan har i denna bulla benämningen S. Andrea a Domo Iohannis Ancillae Dei och räknas upp bland filialerna till San Lorenzo in Damaso. Benämningen i bullan tyder på att kyrkan var belägen bredvid ett kloster för nunnor vilka tillhörde orden Ancelle del Signore, det vill säga ”Herrens tjänarinnor”.
Kyrkan Sant'Andrea de Azanesi revs år 1573 vid uppförandet av Ospedale degli Aragonesi bredvid kyrkan Santa Maria in Monserrato. Ett freskfragment från kyrkan bevaras i Collegio Spagnolo vid Via Giulia.
Mellan 1909 och 1912 företogs vid Via della Barchetta en tillbyggnad av kyrkan Santa Maria in Monserrato, varvid de kvarvarande resterna av Sant'Andrea de Azanesi samt återstoden av kyrkan San Nicola a Corte Savella demolerades.

## Omnämningar i kyrkoförteckningar
| Katalog                      | År         | Benämning                         |
| ---------------------------- | ---------- | --------------------------------- |
| Catalogo di Cencio Camerario | 1192       | sco. Andree Iohannis Ancille Dei  |
| Il Catalogo Parigino         | cirka 1230 | s. Andreas de Livazesi            |
| Il Catalogo di Torino        | cirka 1320 | Ecclesia sancti Andree de Açanesi |
| Il Catalogo del Signorili    | cirka 1425 | sci. Andree de Azanasti           |

## Bilder
| - Santa Maria in Monserrato. - Collegio Spagnolo vid Via Giulia 151. |